# Самариця
45°41′ пн. ш. 16°46′ сх. д. / 45.69° пн. ш. 16.76° сх. д.
Самариця (хорв. Samarica) — населений пункт у Хорватії, в Б'єловарсько-Білогорській жупанії у складі громади Іванська.

## Населення
Населення за даними перепису 2011 року становило 195 осіб.
Динаміка чисельності населення поселення: